# Ideopsis vitrea
Ideopsis vitrea är en fjärilsart som beskrevs av Blanchard 1853. Ideopsis vitrea ingår i släktet Ideopsis och familjen praktfjärilar. Inga underarter finns listade i Catalogue of Life.

## Bildgalleri

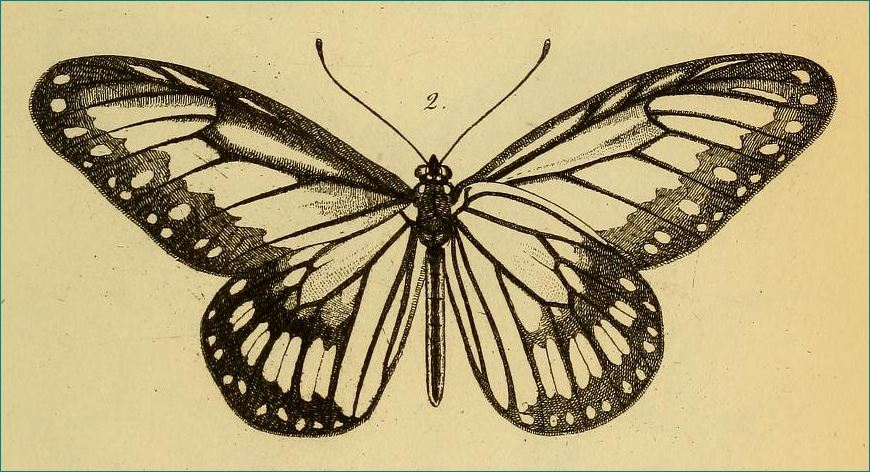
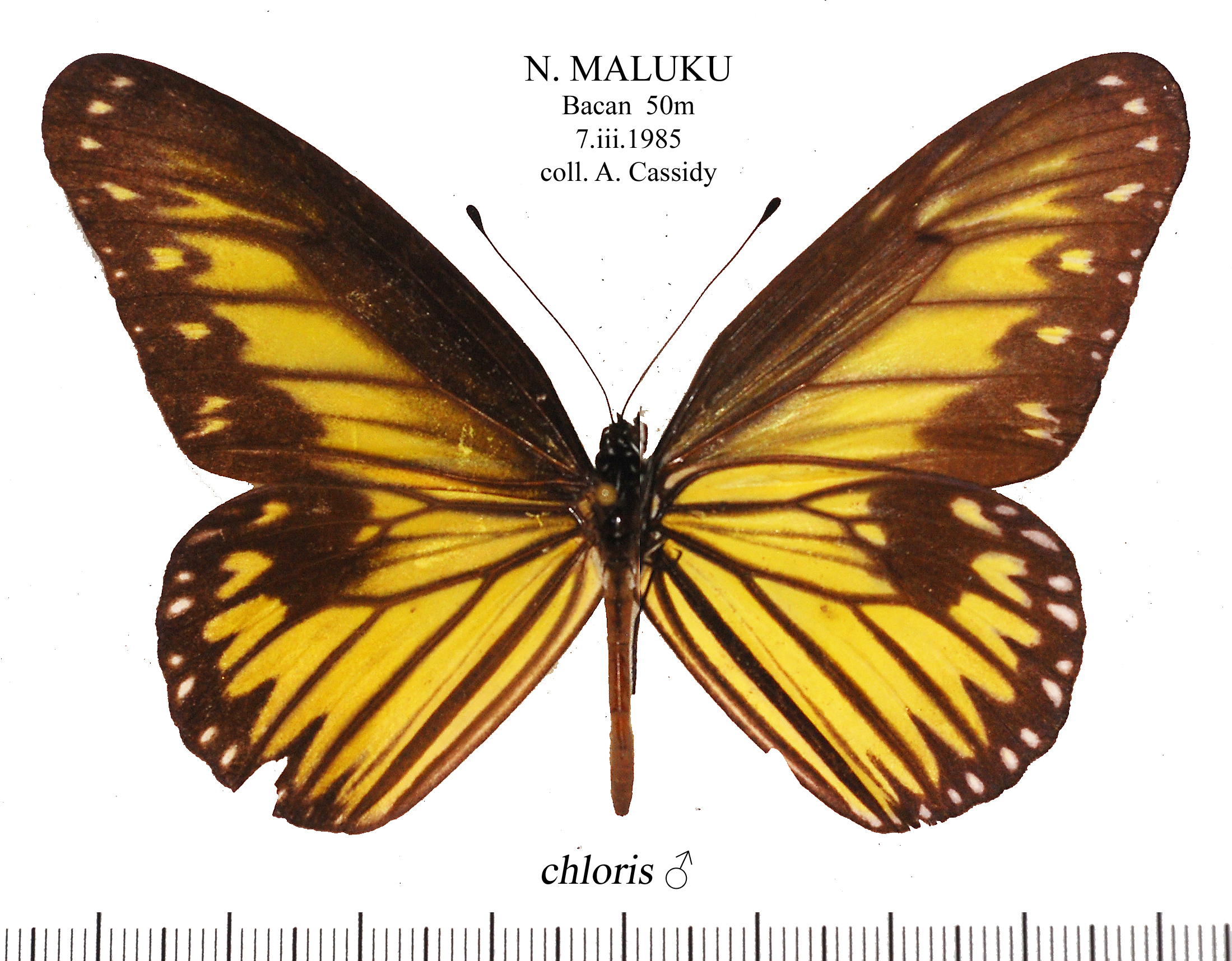
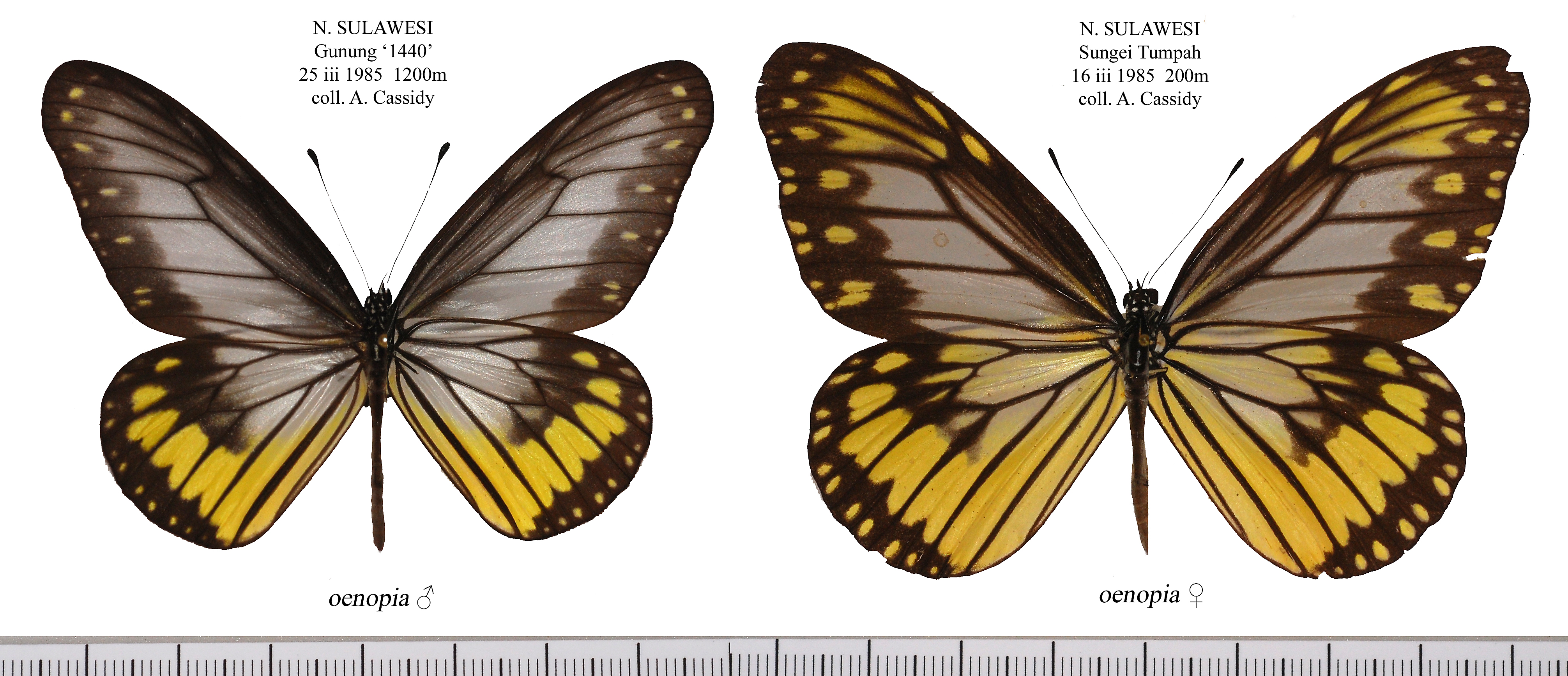
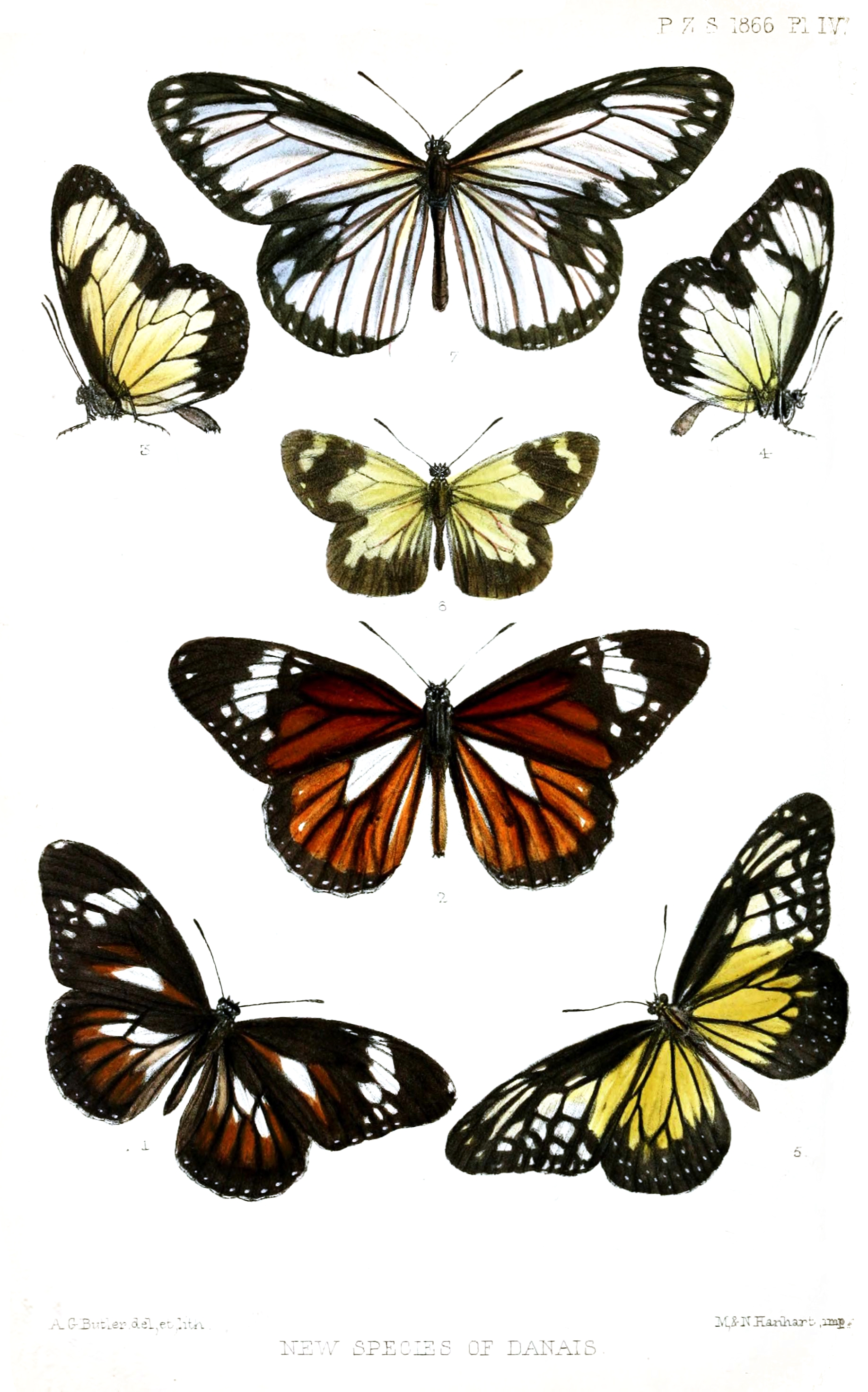
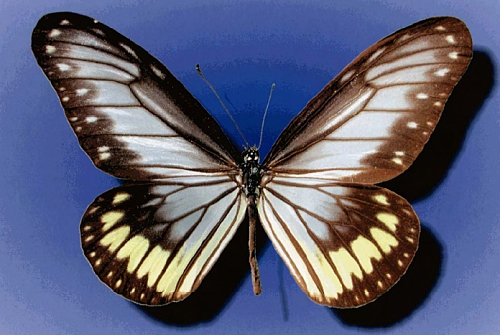